# 石井明三
石井 明三（いしい あけぞう、1948年1月9日 - ）は、日本の政治家。元京都府京田辺市長（3期）。

## 来歴
1963年（昭和38年）3月、田辺町立田辺中学校（現・京田辺市立田辺中学校）卒業。1966年（昭和41年）3月、大谷高等学校卒業。1971年（昭和46年）3月、中京大学文学部卒業。同年11月、田辺町役場に採用される。
1997年（平成9年）4月1日、田辺町は市制施行し京田辺市となる。京田辺市役所の市長公室参事、経済環境部長などを歴任。
2007年（平成19年）4月、京田辺市長選挙に初当選。4月30日、市長就任。2019年（平成31年）の市長選は出馬せず3期で引退。
2020年、旭日小綬章受章。

## 市長選の結果
2007年京田辺市長選挙
2007年（平成19年）4月22日執行。自由民主党の推薦を得て出馬。元市議の橘雄介ら2候補を破る。
※当日有権者数：47,295人 最終投票率：60.68%（前回比：pts）
| 候補者名 | 年齢 | 所属党派 | 新旧別 | 得票数   | 得票率 | 推薦・支持         |
| -------- | ---- | -------- | ------ | -------- | ------ | ------------------ |
| 石井明三 | 59   | 無所属   | 新     | 12,399票 | 45.26% | （推薦）自由民主党 |
| 岡本茂樹 | 62   | 無所属   | 新     | 10,603票 | 38.70% |                    |
| 橘雄介   | 59   | 無所属   | 新     | 4,394票  | 16.04% |                    |

2011年京田辺市長選挙
2011年（平成23年）4月17日告示、4月24日執行。無投票により再選。
2015年京田辺市長選挙
2015年（平成27年）4月26日執行。自民党・公明党の推薦を得て出馬。民主党府連幹事長を務めた前京都府議の上村崇、日本共産党推薦の大植登ら2候補を破り3選した。
※当日有権者数：50,971人 最終投票率：48.57%（前回比：-12.11pts）
| 候補者名 | 年齢 | 所属党派 | 新旧別 | 得票数   | 得票率 | 推薦・支持                 |
| -------- | ---- | -------- | ------ | -------- | ------ | -------------------------- |
| 石井明三 | 67   | 無所属   | 現     | 10,799票 | 44.15% | （推薦）自由民主党・公明党 |
| 上村崇   | 42   | 無所属   | 新     | 10,657票 | 43.56% |                            |
| 大植登   | 67   | 無所属   | 新     | 3,006票  | 12.29% | （推薦）日本共産党         |